# Pseudo-Geber
Pseudo-Geber o seudo-Geber («Geber falso») es el nombre asignado por estudiosos modernos a un alquimista europeo anónimo nacido en el siglo XIII (y a veces identificado con Pablo de Tarento), que escribió libros de alquimia y metalurgia en latín, bajo el pseudónimo: «Geber».
«Geber» es el nombre acortado y latinizado de Ŷabir ibn Hayyan, un alquimista islámico del siglo noveno.
En Europa, a partir del siglo XIV y durante buena parte de la Edad Moderna, se asumió que «Geber» era Ŷabir ibn Hayyan y que los libros de «Geber» había sido traducidos del árabe. En aquel tiempo, la alquimia árabe era tenida en alta estima por los alquimistas europeos del siglo XIII. Pseudo-Geber adoptó el nombre de su ilustre predecesor árabe para que así su obra conociese más estatus y difusión.
La práctica de adoptar el nombre de un predecesor ilustre se denomina pseudoepigrafía y no era algo raro durante el medievo. De modo parecido, una gran variedad de escritos medievales fueron atribuidos a Aristóteles, pero en realidad no habían sido escritos por el célebre filósofo griego, sino por un personaje anónimo al que en la actualidad nos referimos como: «pseudo-Aristóteles».
En el ámbito de alquimia y metalurgia en la Europa medieval tardía, los trabajos de pseudo-Geber eran enormemente influyentes, mucho más influyentes que los de cualquier otro autor.

## Corpus de pseudo-Geber y problema de Geber
Los libros que componen el denominado "Corpus de pseudo-Geber" (o el "Corpus de Geber latino") fueron publicados por diversas imprentas a lo largo de la primera mitad del siglo XVI. No obstante, antes de la invención de la imprenta, habían circulado ampliamente en forma de manuscritos. El autor declarado es "Geber" o "Geber Arabis" (latín para "Geber el árabe"), y en algunas copias se afirma que el traductor es "Rodogerus Hispalensis" ( "Rodrigo de Sevilla").
El núcleo del corpus está formado por cuatro títulos:
- Summa perfectionis magisterii ("La Suma de la Perfección del Magisterio");
- Liber fornacum ("Libro de los hornos");
- De investigatione perfectionis ("Sobre la Investigación de la Perfección");
- De inventione veritatis ("Sobre el Descubrimiento de la Verdad").

A ellos se añade en ocasiones otros dos:
- Testamentum Geberi ("Testamento de Geber");
- Alchemia Geberi ("Alquimia de Geber").

Los libros de pseudo-Geber eran en su tiempo la expresión más clara que había de la alquimia teórica y daban instrucciones de laboratorio muy precisas, máxime si tenemos en cuenta que en aquella época era este un campo en el que el misticismo, la clandestinidad y el oscurantismo constituían la norma habitual. Por ello, los libros de pseudo-Geber eran muy leídos y ejercían una enorme influencia entre los alquimistas europeos. La Summa Perfectionis era, en particular, uno de los libros de alquimia más leídos en la Europa occidental durante la Baja Edad Media. Los tres libros que se han mencionado a continuación de Summa perfectionis magisterii, son más cortos y constituyen, en buena medida, resúmenes del material de la Summa Perfectionis. Los últimos dos libros listados, el Testamentum Geberi y la Alchemia Geberi, son absolutamente espurios, pues se compusieron en una fecha más tardía que los otro cuatro, tal y como Marcellin Berthelot expuso, y normalmente no se incluyen como parte del corpus de Pseudo-Geber corpus. El autor de estas dos últimas obras no es el mismo que el de los cuatro anteriores, si bien tampoco es seguro que los cuatro primeros tengan el mismo autor.
Como ya se ha mencionado, durante mucho tiempo se asumió que el corpus de pseudo-Geber había sido traducido del árabe durante la Edad Media y el Renacimiento. Esta suposición fue desmentida en el siglo XIX por los estudios de Hermann Franz Moritz Kopp, Ferdinand Höfer, Marcellin Berthelot y Edmund Oscar von Lippmann. En primer lugar, no existen ejemplares de estas obras en árabe Además, aunque el corpus está claramente influido por escritores árabes medievales, en especial por Al-Razi, no guarda una especial relación con ninguno de los trabajos del auténtico Geber.
La fecha estimada para los primeros cuatro libros que componen el corpus es 1310, y no podrían datarse mucho antes, ya que no se ha encontrado ninguna referencia a la Summa Perfectionis antes del año 1300. Por ejemplo, no aparece mencionada en las obras del siglo XIII de Alberto Magno y de Roger Bacon. Los contenidos del corpus reflejan, por consiguiente, el estado de los conocimientos alquímicos que había en Europa en torno a 1300. Como J. C. Brown señala, en la obra de pseudo-Geber aparecen conceptos y sustancias que no se conocen en los textos alquímicos árabes de la época y que solo empiezan a aparecer en los textos alquímicos latinos a partir de finales del siglo XIII y comienzos del XIV. Es el caso del nitrato de plata, que había aparecido por primera vez poco antes, durante el siglo XIII, en los escritos de Alberto Magno. Más aún, hay sustancias que aparecen por primera vez en la historia de la Humanidad en el corpus de pseudo-Geber, como sucede con el aqua regia, una mezcla de ácido nítrico y ácido clorhídrico, o con el nitrato de plata.
El historiador de la química Eric John Holmyard afirmaba en 1957, en su libro Alquimia, que el corpus de pseudo-Geber, al igual que muchos otros tratados latinos de su época, se basa en la teoría y la práctica alquímica islámica. Su autor es alguien que debía de saber árabe. Sin embargo, su estilo es tan claro y sistemático que se aleja de los escritos que conforman el corpus del auténtico Geber, y no emplea conceptos e ideas típicamente geberianos como el "balance" o la numerología alfabética. Además, reduce la teoría al mínimo indispensable y prefiere centrarse en aspectos puramente prácticos. Por todo ello -concluye Holmyard- la obra parece haber sido escrita no por un erudito oriental, sino más bien por uno occidental, probablemente un musulmán español. En cualquier caso, sea cual sea su origen, se convirtió en una de las principales autoridades alquímicas de la Europa occidental durante los dos os tres siglos siguientes.
En la actualidad, la práctica totalidad de la comunidad científica acepta que el autor que se esconde detrás de pseudo-Gener es latino y no árabe. Entre los escasos historiadores de la química que siguen pensando que el Corpus pseudogeberiano fue escrito en un principio por autores de tradición árabe, y posteriormente fue traducido al latín, se encuentra Ahmad Y. Al-Hassan, pero sus tesis han encontrado poco eco.
Sin embargo, aun aceptando la identidad occidental de pseudo-Geber, todavía quedan muchos elementos por aclarar sobre la identidad de este personaje. Algunos autores defienden que eran originario de Italia, otros creen que era hispánico, y hay quienes consideran que pudo haber vivido tanto en la península itálica como en la Ibérica. De hecho, como ya se ha apuntado, en la redacción del corpus pudo intervenir más de un autor. En los últimos tiempos, quien se ha atrevido a precisar con más detalle su identidad ha sido William R. Newman, autor de una edición crítica de la "Summa perfectionis" de pseudo-Geber, con una introducción de 250 páginas, seguida de 400 páginas con el texto latino comentado en notas a pie de página, y rematada por 150 páginas que contienen una traducción al inglés, también comentada. En este monumental trabajo, concretamente en la introducción, Newman trata de demostrar que el autor del Summa perfectionis fue Pablo de Tarento.